# トゥルキェムスポル・ベルリン
トゥルキェムスポル・ベルリン（Türkiyemspor Berlin）はドイツのベルリンにホームを置くサッカークラブである。主にトルコ人移民によって構成されている。スタジアムのカッツバッハシュタディオンは、ベルリンのクロイツベルク地区（トルコ系などの移民が多く居住している）に位置している。

## 歴史
1978年、Kreuzberg Gençler Birliğiとして発足した。1983年、クラブ名をBFCイズミルスポル（BFC Izmirspor）と改称した。これは、トルコの都市であるイズミル出身の選手が多かったことに由来する。1987年に現クラブ名（Türkiyemspor Berlin）に改称。クラブは1986年に4部昇格を決めると、翌1987年にオーバーリーガ・ベルリン（当時の3部）へ昇格、1987-88年のシーズンを5位の好成績で終えた。1990-91年のシーズンはテニス・ボルシア・ベルリン（Tennis Borussia Berlin）と優勝を争い、ブンデスリーガ2部昇格への期待が高まったが、2位に終わり昇格は果たせなかった。1991年よりドイツ統一にともないオーバーリーガが再編され、オーバーリーガ北東部に所属することになった。1993-94年シーズンを3位で終えると、リーグの再編にともないレギオナルリーガ北東部（当時の3部）に所属することになった。1994-95年シーズンは低迷し4部降格、一時は5部リーグにまで降格するが、1999-2000年のシーズンで4部昇格。2007-08年のシーズンを4部3位で終え、2008-09年より再編されたレギオナルリーガ（新たな4部リーグ）に所属することになった。
しかし、2011-2012年シーズンの12月にチームは破産手続を申請、ユースや女子チームが維持されてチームは存続し、トップチームも2012-13年シーズンに活動を再開したが立て続けに降格を経験、2022-23年シーズンはランデスリーガ（7部相当）まで降格した。

## タイトル

### 国内タイトル
なし

### 国際タイトル
なし

## 歴代所属選手
- レオン・バログン 2007-2008